# 六郷村 (青森県北津軽郡)
六郷村（ろくごうむら）は、かつて青森県にあった村。

## 沿革
- 1889年（明治22年）4月1日 - 町村制施行により北津軽郡胡桃館村、山道村、中野村、野中村、石野村、境村が合併し、六郷村が発足。
- 1955年（昭和30年）3月1日 - 北津軽郡鶴田町・梅沢村、西津軽郡水元村と合併し、鶴田町を新設し消滅[2]。

## 公共施設
鶴田町との合併時点で存在した分のみ記載
- 板柳高等学校定時制六郷分校
- 六郷中学校（後に鶴田中学校に統合）
- 胡桃舘小学校
  - 胡桃舘小学校山道分校（後に本校に統合）
  - 胡桃舘小学校野中分校（野中・石野地区が板柳町に編入された事により、板柳小学校の分校に変更された[3]。）
- 胡桃舘郵便局
- 鶴泊駅